# Фаворитът 3
„Фаворитът 3“ (на английски: Undisputed III: Redemption) е американски игрален филм от 2010 г. на режисьора Айзък Флорентин. Продължение на филма Фаворитът 2. Премиерата на филма е на 17 април 2010 г. в САЩ.

## Сюжет
Юри Бойка сега е чистач на затвора. Напълно е забравен поради контузията на крака си, поради която не можа да се бие и куца. Той се опитва да рехабилитира крака си сам като прави различни упражнения. Един ден той иска да се бие с настоящия шампион на затвора и побеждава. След това отива на един затворнически турнир, където осемте най-добри бойци от затворите ще се изправят един срещу друг. Победителят печели свободата си

## Актьорски състав
| Актьор                | Роля                 |
| --------------------- | -------------------- |
| Скот Адкинс           | Юрий Бойка           |
| Майкъл Шанън Дженкинс | Ерихон Джонъс        |
| Марк Иванир           | Гага                 |
| Христо Шопов          | Крус                 |
| Марко Зарор           | Раул Кинтанес        |
| Роберт Контенцо       | Фарнати              |
| Верно Добчев          | Резо                 |
| Валентин Ганев        | Марков               |
| Велислав Павлов       | главният предпазител |
| Илрам Чой             | Джери Чай            |
| Латиф Кроудер         | Андриаго Силва       |

## Филми от поредицата за „Фаворитът“
Поредицата „Фаворитът“ включва 4 филма:
- „Фаворитът“ (2002)
- „Фаворитът 2“ (2006)
- „Фаворитът 3“ (2010)
- „Бойка: Фаворитът“ (2016)